# Ministerie van Landbouw, Natuurbeheer en Visserij
Het ministerie van Landbouw, Natuurbeheer en Visserij (LNV) was tussen 1989 en 2003 een Nederlands ministerie.
In 1989 besloot het kabinet-Lubbers III dat de naam van het ministerie van Landbouw en Visserij dat in 1982 de hoofdverantwoordelijkheid kreeg voor het beleidsterrein openluchtrecreatie en natuurbescherming werd gewijzigd in het ministerie van Landbouw, Natuurbeheer en Visserij. Het nam in 1982 de natuur- en recreatietaken over van het ministerie van Cultuur, Recreatie en Maatschappelijk Werk.
Op 1 juli 2003 werd bij de formatie van het kabinet-Balkenende II de naam weer veranderd, nu in ministerie van Landbouw, Natuur en Voedselkwaliteit. Deze aanpassing was nodig omdat de Nederlandse Voedsel- en Warenautoriteit onder de verantwoordelijkheid van LNV kwam te vallen.

## Ministers
- kabinet-Balkenende I	2002-2003	Cees Veerman
- kabinet-Kok II	1998-2002	Haijo Apotheker / Laurens Jan Brinkhorst
- kabinet-Kok I	1994-1998	Jozias van Aartsen
- kabinet-Lubbers III	1989-1994	Gerrit Braks / Bert de Vries / Piet Bukman

Algemene Zaken (AZ) · 
Asiel en Migratie (A&M) · 
Binnenlandse Zaken en Koninkrijksrelaties (BZK) · 
Buitenlandse Zaken (BZ) ·
Defensie (Def) · 
Economische Zaken (EZ) · 
Financiën (Fin) · 
Infrastructuur en Waterstaat (I&W) · 
Justitie en Veiligheid (J&V) · 
Klimaat en Groene Groei (KGG) · 
Landbouw, Visserij, Voedselzekerheid en Natuur (LVVN) ·
Onderwijs, Cultuur en Wetenschap (OCW) · 
Sociale Zaken en Werkgelegenheid (SZW) · 
Volksgezondheid, Welzijn en Sport (VWS) · 
Volkshuisvesting en Ruimtelijke Ordening (VRO)

Voormalige ministeries:
Algemene Oorlogvoering van het Koninkrijk (AOK) ·
Arbeid, Handel en Nijverheid ·
 Binnenlandse Zaken en Landbouw ·
Cultuur, Recreatie en Maatschappelijk Werk (CRM) ·
Economische Zaken en Arbeid ·
Economische Zaken, Landbouw en Innovatie (EL&I) · 
Eredienst ·
Handel en Nijverheid ·
Handel, Nijverheid en Landbouw ·
Handel, Nijverheid en Scheepvaart ·
Infrastructuur en Milieu ·
Justitie (Just) ·
Koloniën, later Overzeese Gebiedsdelen ·
Landbouw, Natuurbeheer en Visserij ·
Landbouw, Nijverheid en Handel ·
Landbouw en Visserij ·
Landbouw, Visserij en Voedselvoorziening ·
Maatschappelijk Werk ·
Marine ·
Oorlog ·
Onderwijs en Wetenschappen ·
 Onderwijs, Kunsten en Wetenschappen ·
Openbare Werken ·
Openbare Werken en Wederopbouw ·
Sociale Zaken en Volksgezondheid ·
Verkeer ·
Verkeer en Energie ·
Verkeer en Waterstaat (V&W) · 
Volksgezondheid en Milieuhygiëne ·
Volkshuisvesting en Bouwnijverheid ·
Volkshuisvesting, Ruimtelijke Ordening en Milieubeheer (VROM) ·
Waterstaat ·
Waterstaat, Handel en Nijverheid ·
Wederopbouw en Volkshuisvesting ·
Welzijn, Volksgezondheid en Cultuur (WVC)